# Пібарі
Пі́барі (ест. Pibari küla) — село в Естонії, у волості Тюрі повіту Ярвамаа.

## Населення
Чисельність населення на 31 грудня 2011 року становила 10 осіб.